# Fugloy

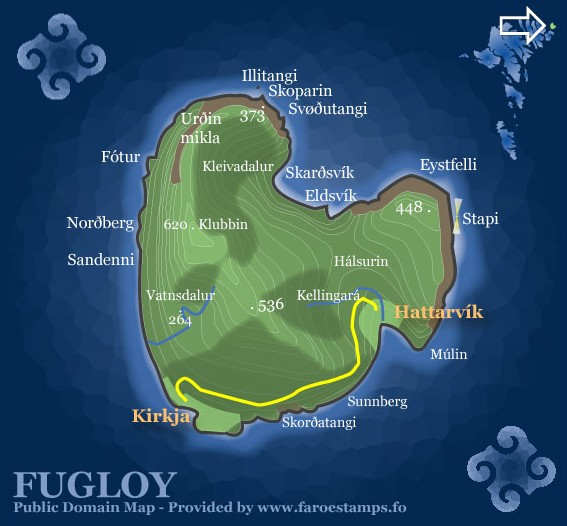
En karta över ön

Fugloy (dansk namnform: Fuglø, på svenska "Fågelö") är en av de öar som bildar Färöarna. Ön, som ligger i den nordöstligaste delen av Färöarna, är 11,2 km² stor och har cirka 45 invånare. Ön tillhör Fugloys kommun.
På Fugloy ligger två byar. Den ena är Hattarvík, som ligger på ostkusten och som även är kommunens huvudort. Den andra är Kirkja, som ligger på sydostkusten och som även är kommunens största by. Hamnarna i de båda byarna kopplar ihop ön med den intilliggande byn Hvannasund på ön Viðoy.
Ön fick elektricitet först på 1960-talet. På 1980-talet byggdes en bilväg mellan byarna Hattarvík och Kirkja. På ön finns även en fyr och landningsbana för helikoptrar.

## Geografi
Det finns tre berg på Fugloy: Mikla (420 meter över havet), Klubbin (620 meter över havet) och Norðberg (549 meter över havet). Eystelliklipporna, med sina 448 meter över havet, är belägna på ostkusten. Det finns också en naturlig valvbildning som ser ut som en egyptisk farao.
Strax utanför den östra kusten ligger Stapi odde som är Färöarnas östligaste punkt (se även Färöarnas ytterpunkter).

## Turism
Precis som namnet antyder är Fugloy ("Fågelö") en ö med ett mycket rikt fågelliv. Ön är mycket populär för turister som kommer till Färöarna för att studera fåglar. En annan populär turistattraktion är att njuta av panoramautsikten över de öar som ligger i närheten.

## Bildgalleri

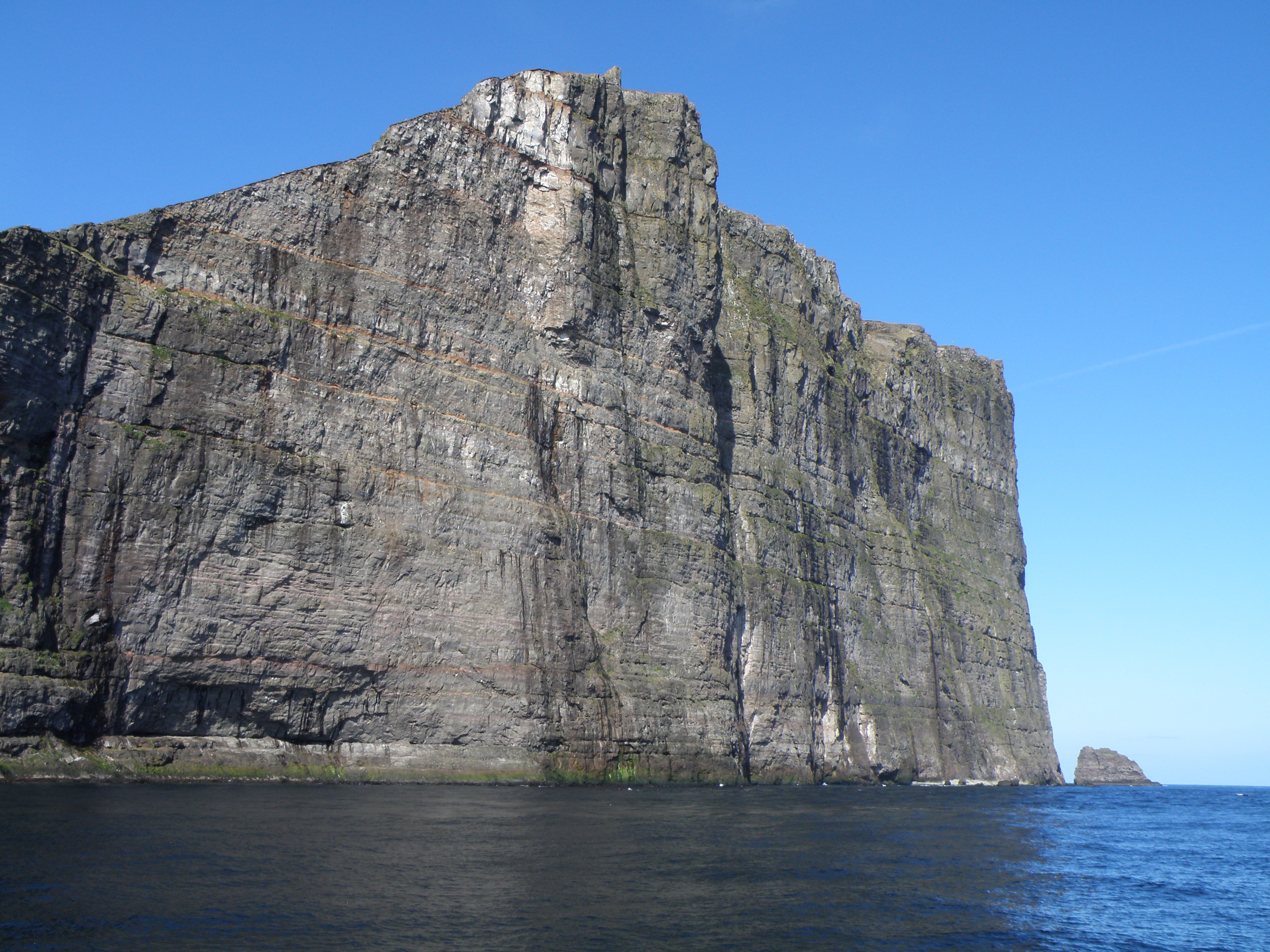
Fjället Eystfelli och Stapin
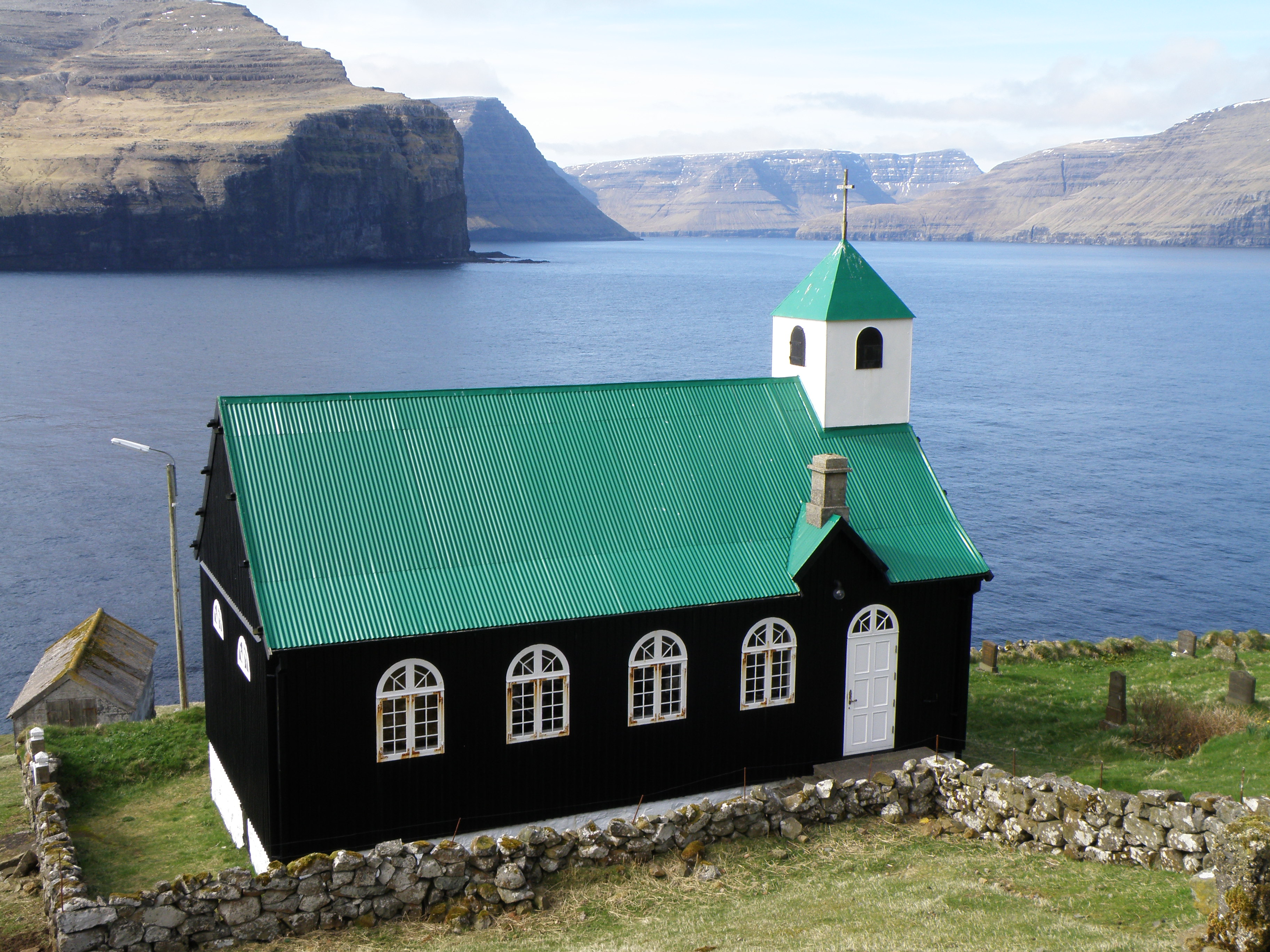
Kyrkan i Kirkja
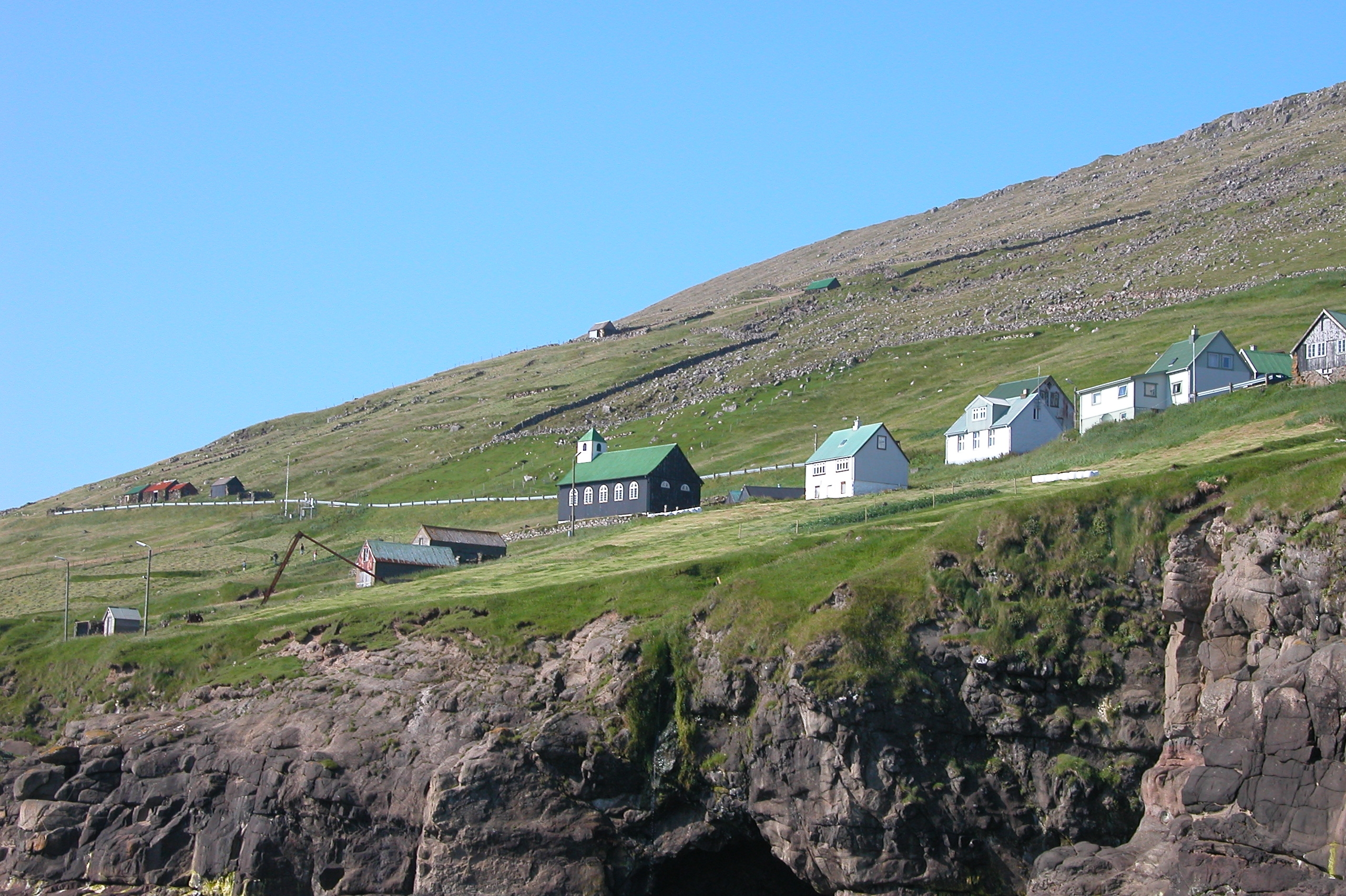
Kirkja
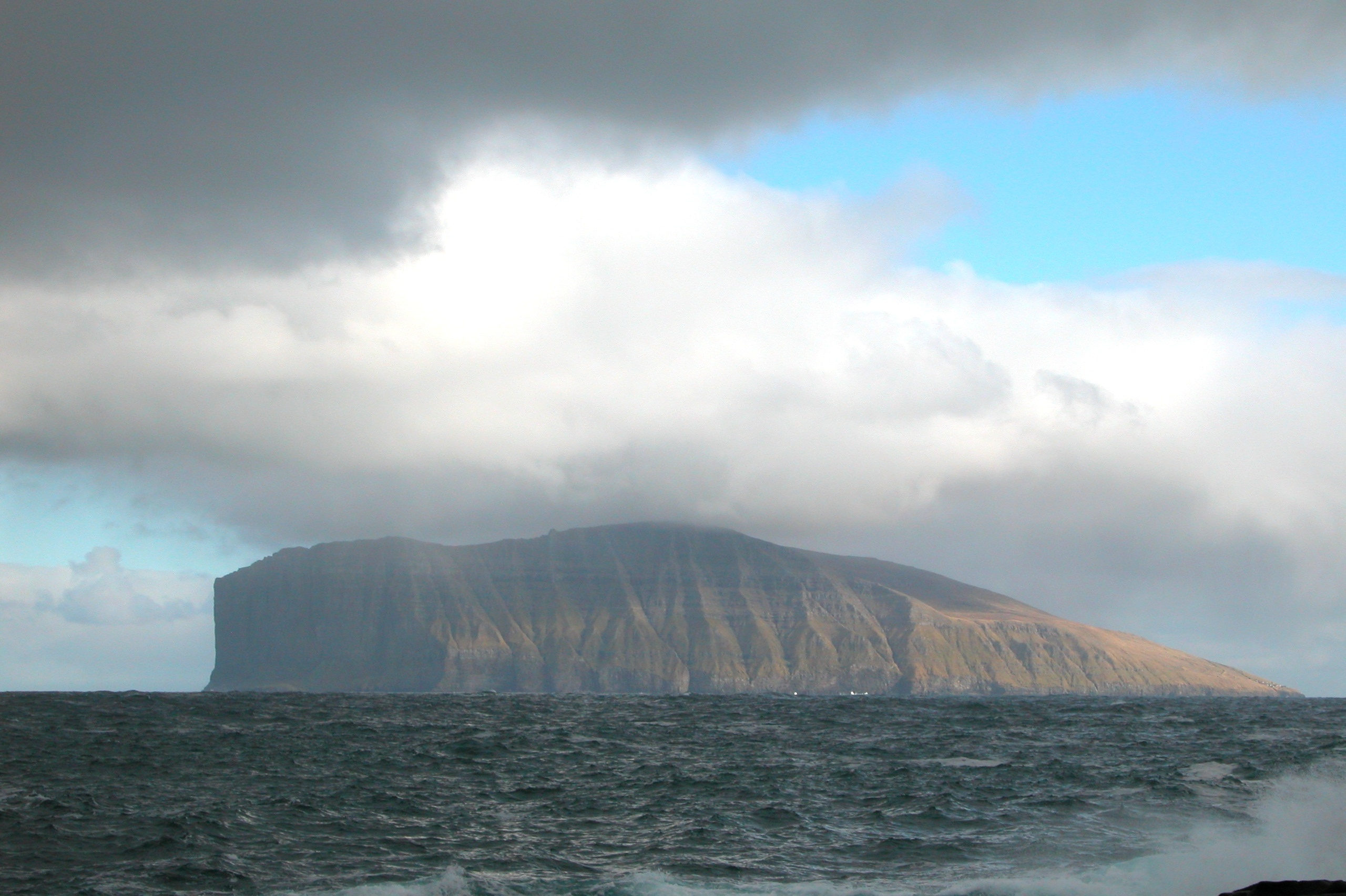
Fugloy
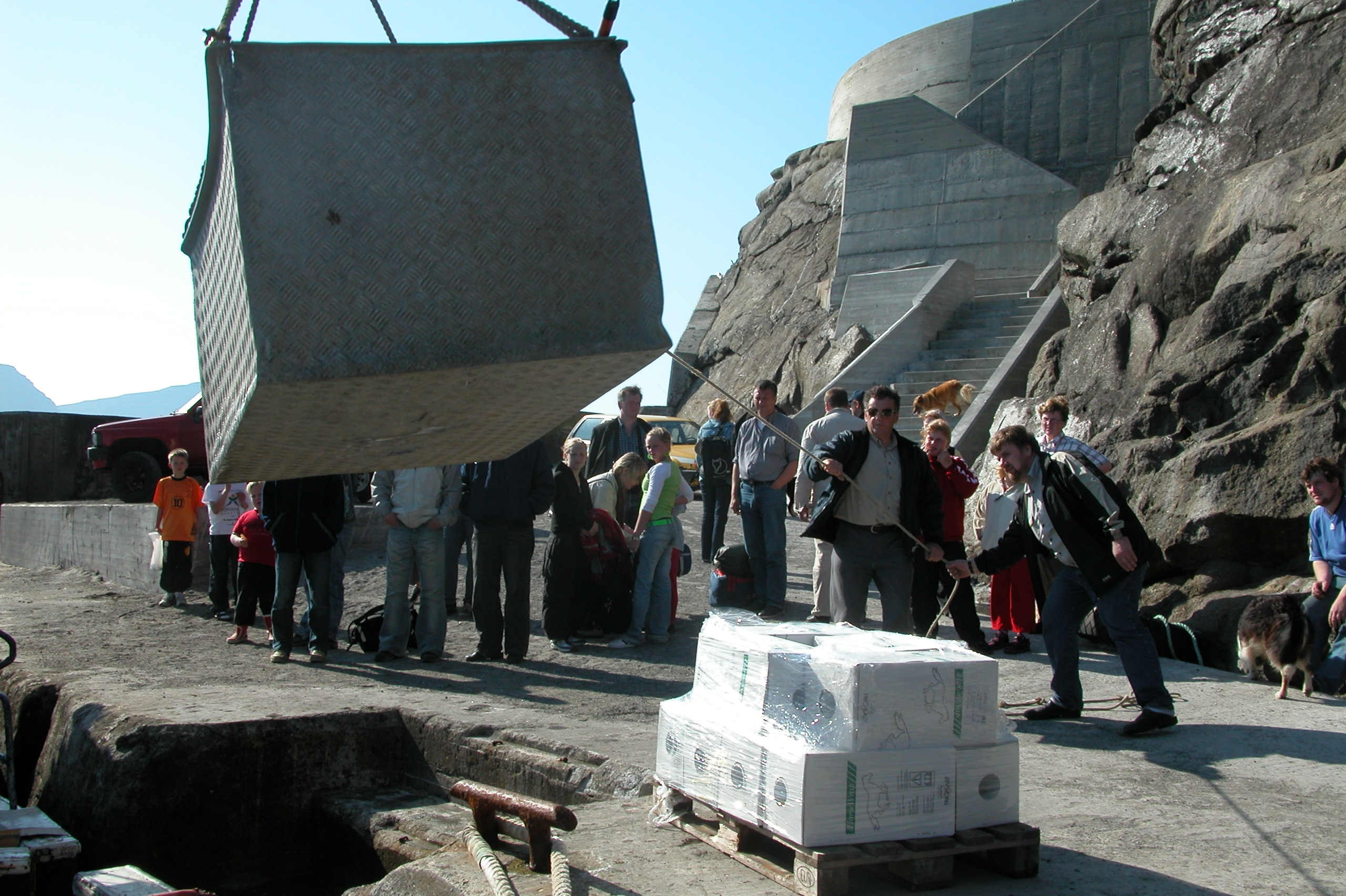
Kirkjas hamn
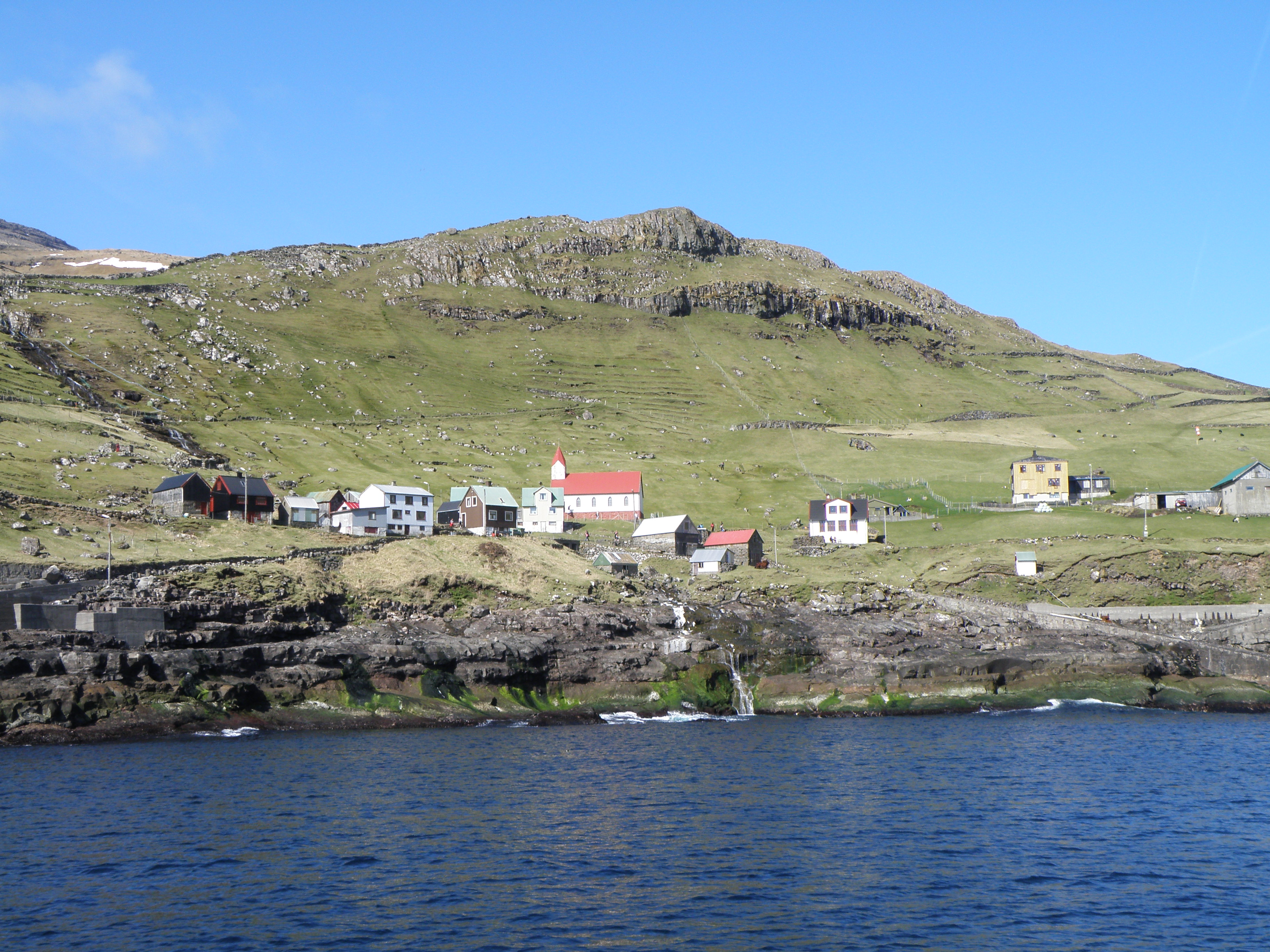
Hattarvík
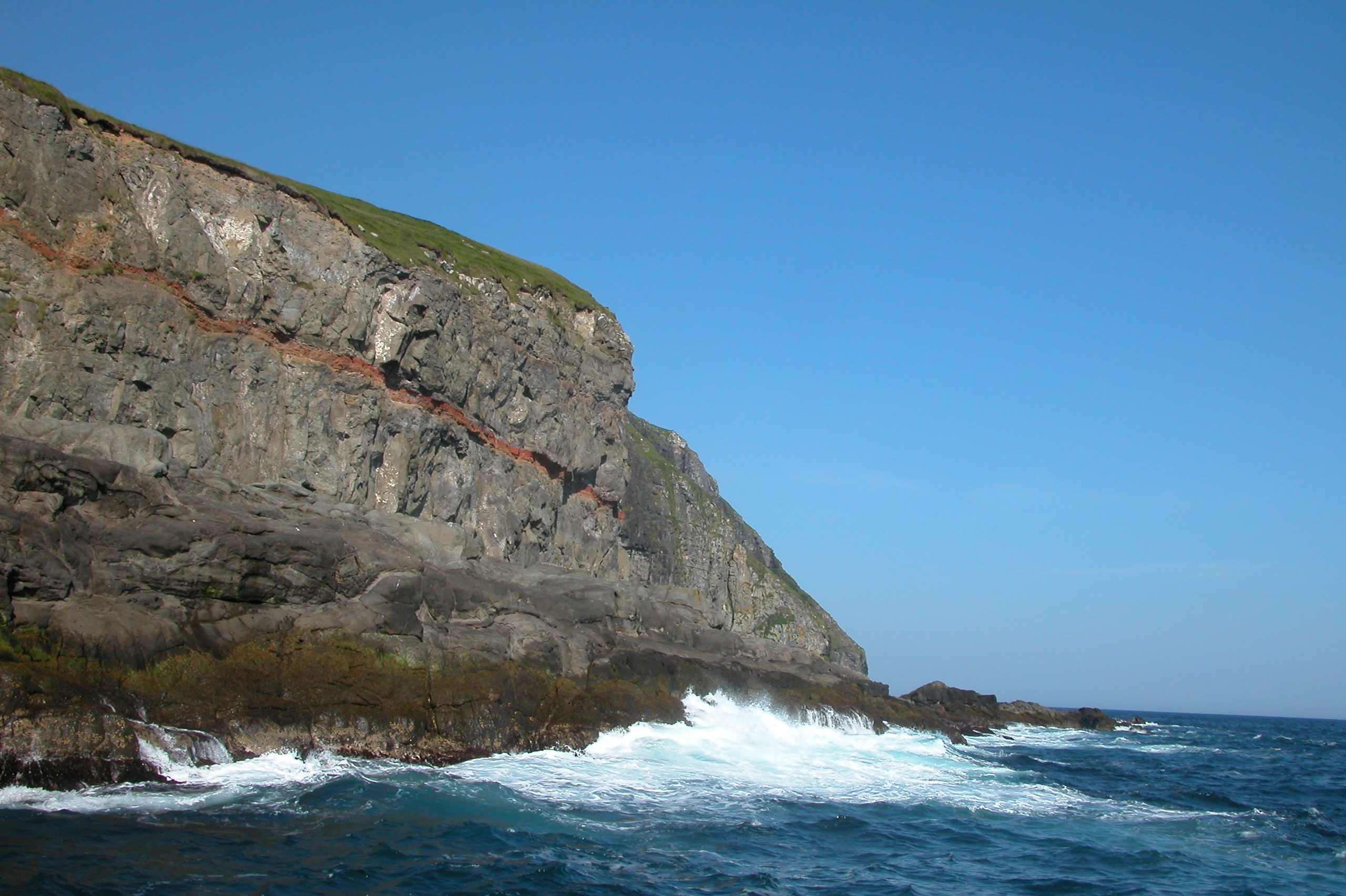
Kusten vid Kirkja; Fugloy